# Гукурахунди
Гукурахунди — геноцид в Зимбабве, который возник в 1982 году до подписания Соглашения о единстве в 1987 году. Название происходит от термина на языке шона, который в широком смысле переводится как «ранний дождь, смывающий солому перед весенними дождями».
Во время войны в Южной Родезии возникли две конкурирующие националистические партии, Зимбабвийский африканский национальный союз (ЗАНУ) Роберта Мугабе и Союз африканского народа Зимбабве (ZAPU) Джошуа Нкомо, имевшие цель бросить вызов преимущественно белому правительству Родезии. ЗАНУ первоначально определил Гукурахунди как идеологическую стратегию, направленную на распространение войны на крупные поселения и отдельные усадьбы. После прихода Мугабе к власти его правительству по-прежнему угрожали «диссиденты» — недовольные бывшие партизаны и сторонники ZAPU.
ЗАНУ набирался в основном из большинства народа шона, тогда как ZAPU пользовался наибольшей поддержкой среди народов матабеле и каланга. В начале 1983 года правительство Мугабе начало жестокие репрессии против диссидентов в провинциях Северный Матабелеленд, Южный Матабелеленд и Мидлендс, где проживают народы матабеле и каланга. В качестве карательной силы зимбабвийские власти использовали обученную северокорейскими инструкторами элитную Пятую бригаду, пехотную бригаду Национальной армии Зимбабве (ЗНА). В течение следующих двух лет многие тысячи людей из народов матабеле и каланга были задержаны правительственными войсками и отправлены в лагеря перевоспитания, подвергнуты пыткам, изнасилованиям и/или казнены без суда и следствия. Хотя существуют разные оценки, Международная ассоциация исследователей геноцида (IAGS) пришла к единому мнению, что было убито более 20 000 человек. IAGS классифицировал эти массовые убийства как геноцид.